# HD119158
HD119158 — хімічно пекулярна зоря спектрального класу
A0 й має видиму зоряну величину в смузі V приблизно  9,8.

## Пекулярний хімічний склад
Зоряна атмосфера HD119158 має підвищений вміст 
Cr
.